# Erythranthe guttata
Erythranthe guttata, comúnmente llamada flor mono, es una planta perenne o anual, polinizada por abejas. Anteriormente, denominada Mimulus guttatus.
Erythranthe guttata es un organismo modelo para estudios de evolución y ecología, y en dicho contexto todavía se le conoce como Mimulus. Existen más de 1000 publicaciones científicas centradas en esta especie. El genoma está siendo estudiado en profundidad.

## Descripción

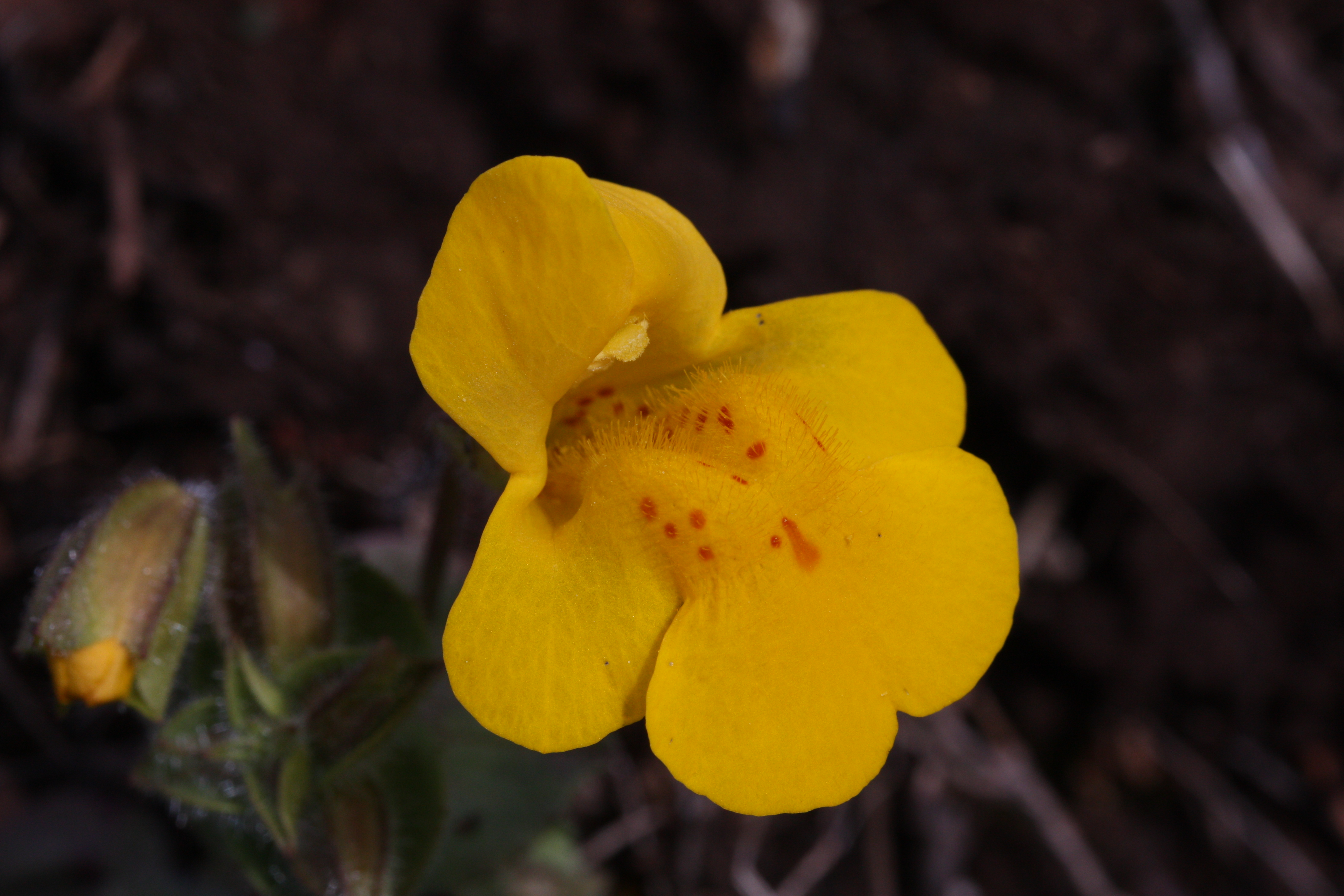
El labio inferior de la flor puede tener muchas pequeñas manchas rojas o marrones rojizas. La abertura de la flor es peluda.

E. guttata es una planta altamente variable y que toma varias formas. Es un complejo de especies en el cual hay espacio para tratar algunas de sus formas como especies diferentes, según algunas definiciones .
Mide unos 10 a 80 cm de altura, con flores tubulares desproporcionadamente grandes que pueden llegar a medir 20 a 40 mm de largo. Su forma perenne se dispersa por el área por estolones o rizomas. La raíz puede ser erecta o recostada. En esta última, las raíces pueden desarrollarse desde los nodos de las hojas. Cuando las flores son enanas, pueden no tener pelos, o tener unos pocos.
Las hojas son redondeadas a ovaladas, normalmente toscas e irregularmente dentadas o lobuladas. Las flores nacen en racimos, a menudo con cinco o más flores.
El cáliz tiene cinco lóbulos que son mucho más cortos que la flor. Cada flor tiene simetría bilateral y tiene dos labios. El labio superior normalmente tiene dos lóbulos; el inferior, tres. El labio inferior puede tener de una a muchas pequeñas manchas rojas a marrones rojizas. La abertura de la flor es peluda.
Erythranthe guttata es polinizada por abejas, como las especies de Bombus. La endogamia reduce la cantidad y tamaño de flores producidas y la cantidad y calidad del polen. E. guttata también muestra un grado alto de autopolinización. Erythranthe nasuta (Mimulus nasutus) evolucionó de E. guttata en California central, hace unos 200.000 a 500.000 años atrás, y desde entonces se ha convertido principalmente en una planta autopolinizadora. Otras diferencias han ocurrido desde entonces, como variaciones de código genético y variaciones en la morfología de la planta. E. guttata prefiere un hábitat más húmedo que E. nasuta.

## Distribución
Crece como flor silvestre herbácea a lo largo de las riberas de arroyos y en humedales en América del Norte occidental, tanto en sus formas anuales como perennes.
Se encuentra en una amplia gama de hábitats que incluyen las zonas supramareales del Océano Pacífico, el chaparral de California, desiertos occidentales de EE. UU., los géiseres del parque nacional de Yellowstone, prados alpinos, tierras estériles llenas de serpentinita, e incluso en los relaves tóxicos de minas de cobre.
Es, a veces, una planta acuática, encontrándose su herbaje flotando en pequeños cuerpos de agua.
Fue introducida en el Reino Unido como planta de jardín en 1812 y en 1824 ya se había asilvestrado cerca de Abergavenny (Gales). En la actualidad se puede encontrar por toda Gran Bretaña. En Irlanda se distribuye principalmente por el Norte, aunque también aparece en el sur y este de la isla.

## Cultivo
Erythranthe guttata se cultiva para el comercio de horticultura especializada y está disponible como planta ornamental para jardines tradicionales, paisajes naturales, jardines de plantas nativas y jardines de hábitat.

## Usos
El extracto de flor de  Mimulus lo uso el doctor y bacteriologo Eduard Bach para tratar a pacientes que mostraban síntomas de enfermedades provenientes del nerviosismo o miedos concretos. Por ejemplo no actuando sobre el dolor de estómago sino sobre el miedo que lo producía. Y obteniendo grandes resultados que le valieron reputación y prestigio hasta llegar a crear un corriente de pensamiento holístico y una nueva forma de afrontar la enfermedad las Flores de Bach. 
Las hojas son comestibles, pudiendo ser ingeridas crudas o cocidas. Las hojas son a veces añadidas a ensaladas como sustituto de lechuga. Tienen un leve sabor amargo.